# Szemursza
Szemursza (ros. Шемурша, czuwas. Шăмăршă) – wieś (ros. село, trb. sieło) w należącej do Rosji autonomicznej republice Czuwaszji.
Miejscowość jest ośrodkiem administracyjnym rejonu szemurszyńskiego oraz lokalnym centrum kulturalno-przemysłowym.
Znajduje się tu siedziba zarządu Parku Narodowego „Czawasz Warmanie”. 